# Globofobia

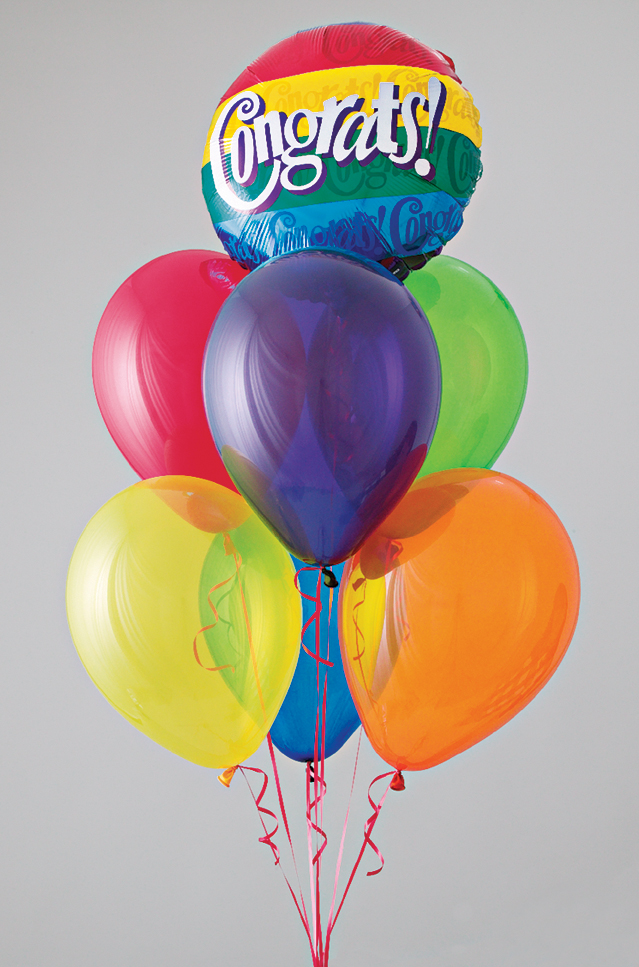
Le persone con globofobia potrebbero avere la tendenza ad evitare di partecipare a feste per paura che ci siano palloncini presenti.

La globofobia (dal latino globus, "sfera" e   dal greco antico: φόβος?, phóbos, "paura") è una fobia specifica, un'irrazionale paura verso i palloncini. 
La fonte più comune di paura è il suono del palloncino che esplode, ma in alcuni individui la paura può anche essere scatenata dal loro odore. 
In generale, le persone con globofobia si rifiutano di toccare, odorare o avvicinarsi a un palloncino per paura che esso esploda.
Si tratta di una forma di fonofobia.

## Sintomi
La globofobia ha numerosi sintomi, e la maggior parte di essi si sovrappongono all'ansia. Alcuni sintomi della globofobia sono:
- Respirazione rapida
- Palpitazioni
- Tremori, sudorazione, brividi
- Disturbi gastrointestinali, inclusi nausea, vomito o dolore addominale
- Sensazione di vertigini o testa leggera
- Difficoltà a deglutire o sensazione di avere qualcosa in gola
- Sensazione di pizzicore, simile a spilli
- Bocca secca o appiccicosa
- Sensazione di confusione o disorientamento
- Tensione muscolare
- Mal di testa insolito o grave
- Arrossamenti o pallore insoliti, soprattutto nel viso
- Sensazione estrema di caldo o freddo
- Affaticamento o stanchezza
- Mancanza di appetito
- Insonnia

## Cause
La globofobia può essere il risultato di un'esperienza negativa o traumatica avuta direttamente con i palloncini, o un evento traumatico in qualche modo collegato ad essi (ad esempio, un rumore forte potrebbe suonare simile a un palloncino che esplode). Queste esperienze negative di solito si verificano durante l'infanzia, e la globofobia è più diffusa tra i bambini piccoli.
Altri fattori che possono aumentare la probabilità che qualcuno sviluppi la globofobia includono:
- Avere un disturbo del processo sensoriale, come l'autismo
- Avere un'altra fobia correlata, come la fonofobia o la coulrofobia
- Avere una storia clinica di ansia, depressione, o attacchi di panico
- Avere alti livelli di stress